# Ответчик
Отве́тчик — участник гражданского процесса, привлекаемый в качестве предполагаемого нарушителя прав истца.
Термин «ответчик» применяется только к стороне искового производства, то есть при существовании спора.
Если в деле участвуют несколько ответчиков, каждый из них именуется «соответчиком».

## Правовой статус
Ответчиком может быть любое лицо, обладающее гражданской процессуальной правоспособностью, которая признаётся в равной степени за всеми гражданами и организациями.
Отсутствие у Ответчика правовых отношений с Истцом не может являться основанием для отказа в принятии искового заявления и рассмотрения дела по существу. Если в ходе рассмотрения гражданского дела будет установлено, что Ответчик не состоит с Истцом в спорных материальных отношениях, такой ответчик именуется «ненадлежащим». Суд может предложить Истцу заменить ответчика на надлежащего, однако Истец вправе отказаться от такого предложения и продолжить судебное преследование изначально заявленного лица. В этом случае суд продолжает рассмотрение дела по существу, а при вынесении решения отказать Истцу в удовлетворении требования в отношении ненадлежащего ответчика.
Гражданская процессуальная дееспособность, то есть способность своими личными действиями осуществлять процессуальные права, выполнять процессуальные обязанности и поручать ведение дела в суде представителю принадлежит в полном объеме гражданам (в широком смысле слова), достигшим возраста восемнадцати лет, и любым организациям.
Несовершеннолетний может лично осуществлять свои процессуальные права и выполнять процессуальные обязанности в суде со времени вступления в брак или объявления его полностью дееспособным (эмансипации).
Права, свободы и законные интересы несовершеннолетних в возрасте от четырнадцати до восемнадцати лет, а также граждан, ограниченных в дееспособности, защищают в процессе их законные представители. Однако суд обязан привлекать к участию в таких делах самих несовершеннолетних, а также граждан, ограниченных в дееспособности.
В случаях, предусмотренных законодательством несовершеннолетние в возрасте от четырнадцати до восемнадцати лет вправе лично защищать в суде свои права, свободы и законные интересы. Однако суд вправе привлечь к участию в таких делах законных представителей несовершеннолетних. Эта норма распространяется на те случаи, когда в материальном праве несовершеннолетннему предоставлена возможность лично приобретать права и нести обязанности. В частности, несовершеннолетний вправе лично защищать свои права и интересы в суде по вопросам взыскания заработной платы.
Права, свободы и законные интересы несовершеннолетних, не достигших возраста четырнадцати лет, а также граждан, признанных недееспособными, защищают в процессе их законные представители — родители, усыновители, опекуны, попечители или иные лица, которым это право предоставлено действующим законодательством.
Для личного участия в гражданском процессе Ответчик должен обладать гражданской процессуальной дееспособностью.

## Процессуальные права
Ответчик, являясь лицом, участвующим в деле, обладает всеми правами, предусмотренными для этой категории участников гражданского процесса.
Как лицо, участвующее в деле, ответчик вправе:
- знакомиться с материалами дела;
- делать выписки из материалов дела;
- снимать копии с материалов дела;
- заявлять отводы лицам, в отношении которых это допускает закон;
- представлять доказательства;
- участвовать в исследовании доказательств;
- задавать вопросы другим лицам, участвующим в деле, свидетелям, экспертам и специалистам;
- заявлять ходатайства, в том числе об истребовании доказательств;
- давать объяснения суду в устной и письменной форме;
- приводить свои доводы по всем возникающим в ходе судебного разбирательства вопросам;
- возражать относительно ходатайств и доводов других лиц, участвующих в деле;
- обжаловать судебные постановления;

Кроме общих для всех лиц, участвующих в деле, Ответчик обладает специальными правами.
Ответчик вправе:
- заявить встречный иск;
- (по договоренности с истцом окончить дело мировым соглашением.

В зависимости от обстоятельств и результатов дела Ответчик в некоторых случаях вправе требовать присуждения с истца затрат на оплату услуг представителя в разумных пределах, возмещения всех понесенных по делу судебных расходов (пропорционально удовлетворенной части исковых требований),требовать с истца, систематически противодействовавшего правильному и своевременному рассмотрению и разрешению дела, компенсацию за фактическую потерю времени.

## Процессуальные обязанности
Главной обязанностью ответчика является добросовестное использование всех принадлежащих ему прав. Иные обязанности (доказывание своих утверждений, явка в суд, извещение об изменении места жительства, оплата судебных расходов) являются производными от главной обязанности и неразрывно связаны с соответствующими процессуальными правами. Однако в связи с тем, что российский гражданский процесс основывается на принципе состязательности, единственным негативным последствием неисполнения этой обязанности является возможное принятие судом решения в пользу истца.

## Особенности правового статуса
До принятия решения судом правота истца и ответчика по любому гражданскому делу являются в равной степени предположительными. Презумпции виновности (невиновности) не существует (за исключением случаев, прямо указанных в материальном праве).
Ответчик вправе делать в суде любые утверждения, за несоответствие которых действительности он не несет ответственности, если они не являются оскорблениями или клеветой.
Не признается распространением заведомо ложной информации указание в отзыве на исковое заявлении сведений, признанных впоследствии судом не соответствующими действительности.